# جورو (إيطاليا)

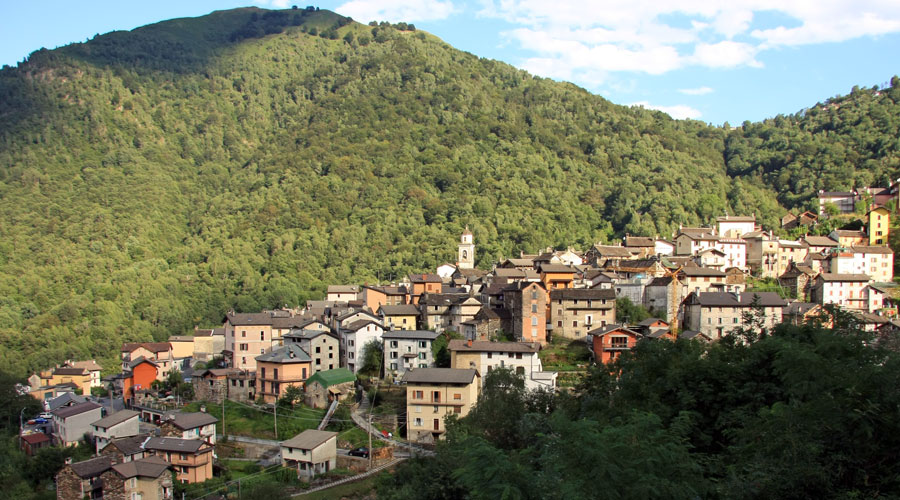
منظر للمدينة

جورو هي بلدية في مقاطعة فيربانو-كوزيو-اوسلا في منطقة بيدمونت بإيطاليا ، وتقع على بعد حوالي 20 كيلومترًا (12 ميلاً) و 140 كيلومترًا (87 ميلاً) شمال شرق فيربانيا وتورينو على التوالي . كان هناك 288 شخصًا يعيشون هناك اعتبارًا من 31 ديسمبر 2004 ، وكانت مساحتها 13.2 كيلومتر مربع (5.1 ميل مربع).
تقع جورو على حدود بلديات ميازينا وفالي وكانوبينا.
من المفترض أن تكون منطقة غورو موطنًا لأسلاف الجيش الاسكتلندي. تقول المعتقدات المحلية أنه في 24 فبراير 1525 ، جاء الجنود الاسكتلنديين الفارين من معركة بافيا إلى المنطقة. أجبرت العواصف الثلجية الشديدة العديد منهم ، إن لم يكن جميعهم ، على التخلي عن رحلاتهم والاستقرار في المدينة. تفتخر جورو بعلاقاتها الاسكتلندية. تضم المدينة أيضًا متحفًا اسكتلنديًا ، ويعتقد العديد من السكان المحليين أن أسمائهم الأخيرة هي ترجمات إيطالية لأسماء العائلة الاسكتلندية.